# Untouchable Lovers
Untouchable Lovers (Chino: 凤囚凰, Pinyin: Fèng qiú huáng) es una serie de televisión china transmitida del 14 de enero del 2018 hasta el 16 de abril del 2018 por medio de Hunan TV. 
La serie se basa en la novela Feng Qiu Huang (A Tale of Two Phoenixes) de Tianyi Youfeng (天衣有风).  

## Sinopsis
La Torre Tianji (Tianji Tower), es la principal organización del mundo pugilístico y está decidida a derrocar al tirano gobernante Liu Ziye, de la dinastía Liu Song, Para lograr la misión, la organización decide reemplazar a su hermana la Princesa Liu Chuyu con su propia discípula, Zhu Que, una joven asesina que se parece mucho a la princesa. 
Cuando Zhu Qe entra al castillo descubre que en realidad ella es la hermana gemela de Chuyu y también se encuentra con la pareja de la princesa, Rong Zhi, quien en realidad es un espía de Norte de Wei (Northern Wei). 
Finalmente la relación de Liu Chuyu y Rong Zhi se rompe, debido a malentendidos y a sus diferentes lealtades, por lo que Rong Zhi decide fingir su muerte para recuperar el perdón de Chuyu. Sin embargo de alguna manera, accidentalmente ambos pierden sus recuerdos y sólo se reencuentran cinco años más tarde cuando Chuyu es enviada para casarse con el Príncipe Regente de Wei del Norte, quien resulta ser Rong Zhi.

## Reparto[1]

### Personajes principales
| Actor                    | Personaje                                                        | Nº de episodios | Notas |
| ------------------------ | ---------------------------------------------------------------- | --------------- | --- |
| Song Weilong             | Rong Zhi Guan Canghai                                            | 54              | Rong Zhi: es miembro de la Realeza del Norte de Wei y el hermano menor de Feng Ting (la Emperatriz Viuda del Norte de Wei). Es un hombre astuto e intrigante que se sirve del poder de la Princesa Liu Chuyu para avanzar en su propio reino y aunque al inicio entra al palacio para matar a Chuyu, poco a poco comienza a enamorarse de ella y jura protegerla. Más tarde finge su propia muerte y asume la identidad de "Guan Canghai" (su hermano mayor), para lograr el perdón de Chuyu y recuperar su amor. Años más tarde cuando se reencuentra con Chuyu se enamora de ella nuevamente. Finalmente tras llegar a un acuerdo con su hermana y dejar su posición como miembro de la realeza, él y Chuxiu pueden ser felices. |
| Guan Xiaotong Lu Chenyue | Liu Chuyu Zhu Que / Liu Chuxiu Zhu Que / Liu Chuxiu (de pequeña) | 54              | Liu Chuyu: es la Princesa Shanyin y la hermana mayor de Liu Ziye, así como de Liu Ziying y Liu Chuxiu (Zhu Que). Es conocida por su excepcional hermosura y por ser la mujer más bella del palacio, así como por su pasión por los hombres. Chuyu murió ahogada luego de estar en un accidente orquestado por los asesinos de la Torre Tianji. Liu Chuxiu (Zhu Que): creció como huérfana en la Torre Tianji donde fue entrenada como una asesina. Cuando reemplaza a la Princesa Chuyu, Zhu Que entra al palacio para asesinar al cruel Príncipe Heredero Liu Ziye, pero poco después descubre que en realidad ella es la Princesa Liu Chuxiu, la hermana gemela de Chuyu y que había sido abandonada cuando era un bebé después de que el Astrónomo Imperial les dijera a sus padres que traería una profecía maldita a su dinastía. Chuxiu es completamente diferente a Chuyu: pese a haber sido entrenada como una asesina, Chuxiu muestra compasión, lealtad y respeto por las personas, incluso por su hermano Ziye. Está enamorada de Rong Zhi, por lo que cuando descubre su verdadera identidad queda destruida. |

### Personajes secundarios

#### Dinastía Liu Song

##### Princess Manor
| Actor                      | Personaje                    | Nº de episodios | Notas |
| -------------------------- | ---------------------------- | --------------- | --- |
| Li Zhonglin                | Hua Cuo                      | -               | Es uno de los acompañantes de la Princesa Chuyu. Es un espadachín que fue salvado por Rong Zhi y llevado al Palacio de la Princesa (Princess Manor). Cuando cae enfermo, Zhu Que (haciéndose pasar por la Princesa Chuyu), le permite quedarse en el Palacio para que reciba atención y medicamentos. Aunque al inicio Hua Cuo le es leal a Rong Zhi, cuando descubre que él sólo lo usa para cumplir sus objetivos, eventualmente se vuelve en su contra, sin embargo cuando cree que Rong Zhi está muerto, queda destruido y por culpa se corta un brazo.               |
| Lu Zhuo                    | Liu Se                       | 3               | Es uno de los acompañantes de la Princesa Chuyu. Es un hombre guapo pero a comparación de los demás no tiene muchos talentos, proviene de una familia pobre, por lo que se esfuerza por ganar el favor de la princesa para que pueda ayudar a su familia a subir de rango. Por lo general se mete en situaciones incómodas y termina haciendo el ridículo. Más tarde es asesinado por Shen Youzhi y sus hombres. |
| Hong Yao                   | Huan Yuan                    | -               | Es uno de los acompañantes de la Princesa Chuyu, un hombre gentil y un talentoso poeta. Es el hijo de un funcionario del régimen anterior y el único descendiente de la ahora derrotada dinastía Early Lê. Después de ser salvado por Chuyu y entrar al palacio, planea con Jiang Yan huir del mismo y aunque al inicio odia a la princesa, poco a poco se enamora de ella, y se convierte en uno de sus acompañantes más leales. |
| Zhang Chaoren              | Yue Jianfei                  | -               | Es el guardaespaldas de la Princesa Chuyu. En realidad es un descendiente de Mt Yunjin, y enemigo de Hua Cuo debido a la historia de sus respectivas sectas. Más tarde traiciona a Chuyu bajo las instrucciones de Tian Rujing, lo que ocasiona una grieta en la relación entre Chuyu y su hermano, Liu Ziye. |
| Jin Haochen Zhang Mingxuan | Mo Xiang Mo Xiang (de joven) | -               | Es uno de los acompañantes de la Princesa Chuyu, conocido por su atractivo y por su aroma único. Mo Xiang le es leal a Rong Zhu, a quien ayuda a descubrir si la Princesa es real. Comienza a enamorarse de Fen Dai, pero nunca le revela sus sentimientos y ella poco después muere. Odia a Zong Yue, el responsable por la muerte de sus padres y busca vengarse de él. |
| Zhao Yiqin                 | Jiang Yan                    | 1-2             | Es uno de los acompañantes de la Princesa Chuyu. Él y Huan Yuan planean rebelarse contra Chuyu y huir, sin embargo luego de ser descubiertos por Zhu Que, quien se estaba haciendo pasar por la princesa, decide expulsarlo del palacio y enviarlo con el Príncipe de Jianping para que tenga un futuro mejor como magistrado suyo. |
| Sun Feifan                 | Pei Shu                      | -               | Es uno de los acompañantes de la Princesa Chuyu y un hombre con grandes ambiciones. |
| Shiyue Anxin               | Baili Liusang                | -               | Con tan sólo 12 años, se convierte en uno de los acompañantes de la Princesa Chuyu, quien lleva a Liusang a su palacio para que sea su compañero de juegos. Sus padres fueron asesinados por bandidos, por lo que Zhu Que (haciéndose pasar por la princesa) le permite que se quede en el palacio. |
| -                          | Wang Lin                     | -               | Es uno de los acompañantes de la Princesa Chuyu. |
| -                          | Shen Guangzou                | -               | Es uno de los acompañantes de la Princesa Chuyu y bueno en artes marciales. Guangzou traiciona a sus aliados y comunica a la princesa (quien en realidad era Zhu Que) todos los nombres de los involucrados en el plan de huir del palacio, sin embargo a pesar de que ella ve a través de su traición y de su carácter poco leal, decide hacerle una carta de recomendación para enviarlo con Shen Youzhi, el General de Longxiang. Pero cuando deja el Palacio lo primero que hace es juntar a asesinos para intentar matar a la Princesa, sin embargo su plan fracasa. |
| -                          | You Lang                     | -               | Es uno de los acompañantes de la Princesa Chuyu. Cuando cae enfermo Zhu Que (quien se hacía pasar por la Princesa), le permite quedarse en la mansión para que reciba el cuidado de los doctores. |
| -                          | Mo                           | -               | Es uno de los acompañantes de la Princesa Chuyu. Cuando Zhu Que (quien se hacía pasar por la Princesa), da la orden de que todos sus acompañantes salgan del Palacio, el se rehúsa y salta al río. |
| Gao Yu'er                  | Fen Dai                      | -               | Es una asesina de la Torre Tianji, cuando entra al palacio se hace pasar por la asistente personal de la Princesa Chuyu (quien en realidad es Zhu Que), para ayudarla a matar a Liu Ziye. Cuando se da cuenta de que Zhu Que está dudando, la confronta pero finalmente la apoya. Fen Dai está enamorada de Mo Xiang, sin embargo nunca le revela sus verdaderos sentimientos. Cuando intenta matar a Ziye junto a la Princesa Xincai, ambas son descubiertas y termina suicidándose, luego de ser azotada varias veces.                                                  |
| Zhang Zexi                 | You Lan                      | -               | Es la asistente personal de la Princesa Chuyu. Admira y está enamorada de Rong Zhi, sin embargo él sólo la usa para lograr sus objetivos y no está interesado en ella. Llena de celos traiciona a la princesa, sin embargo termina siendo asesinada por Hua Cuo. |

##### Familia Real
| Actor         | Personaje                     | Nº de episodios | Notas |
| ------------- | ----------------------------- | --------------- | --- |
| -             | Liu Yilong                    | -               | Es el ex-gobernante de Liu Song y el abuelo de Liu Chuyu, Liu Ziye y Liu Chuxiu. |
| -             | Liu Jun                       | -               | Es el ex-gobernante de Liu Song y el padre de Liu Chuyu, Liu Ziye y Liu Chuxiu. |
| Liu Enxiang   | Liu Yu, Príncipe Xiangdong    | -               | Es el tío de las Princesas Liu Chuyu y Liu Chuxio y del Emperador Liu Ziye. Su sobrino Ziye lo humilla frente a todo el palacio y lo encierra junto a sus hermanos Liu Chang y Liu Ziying. Más tarde se convierte en el nuevo Emperador luego del asesinato de Ziye. Listo y astuto, es mucho más cruel y bárbaro que su sobrino. |
| Shi Jingzhi   | Liu Yingmei, Princesa Xincai  | 1               | Concubina Xie: Es la hermana de Liu Song y la tía de Liu Chuyu, Liu Ziye y Liu Chuxiu. Debido a su belleza, atrajo la atención de su cruel sobrino Liu Ziye y este la obligó a mantener relaciones sexuales con él. Cuando descubre que Ziye mató a su hijo, trabaja junto a Fen Dai para matarlo, sin embargo su plan fracasa y ambas terminan muertas. |
| Zhang Yijie   | Liu Ziye, Emperador Song      | 1-13            | Es el hermano menor de la Princesa Liu Chuyu. Liu Ziye es un gobernante tiránico y violento, con un comportamiento explosivo y capaz de matar sin piedad. Su agresividad sólo se calma cuando está a lado de su hermana. Más tarde es asesinado por los asesinos enviados por la Torre Tianji. |
| Guo Ziming    | Liu Ziying, Príncipe Shiping  | -               | Es el hijo de Liu Yu y la Concubina Imperial Yin, así como el hermano de Liu Chuyu y Liu Ziye. Desde que es joven es humillado por su cruel hermano Liu Ziye, quien se venga de él por todas las humillaciones que él le hizo cuando eran pequeños. |
| Huang Junbin  | Liu Chang, Príncipe Songming  | -               | Es el 9no. príncipe y el tío de Liu Chuyu, Liu Ziye y Liu Chuxiu. Trabaja como un oficial del gobierno. Cuando su cruel sobrino Liu Ziye lo acusa falsamente y comienza a sospechar que es un traidor, manda matar a sus dos hijos, más tarde lo impresiona en el Palacio, pero logra escapar con la ayuda de la Torre Tianji y de su sobrina Chuxiu. |
| Li Geyang     | Liu Xiu'iu, Príncipe Jinping  | -               | Es el 12avo. príncipe, y el tío de Liu Chuyu y Liu Ziye. |
| Jiang Peng    | Liu Xiuyou, Príncipe Songzong | -               | Es el 13avo. príncipe, y el tío de Liu Chuyu y Liu Ziye. Durante un tiempo fue encerrado por su sobrino Ziye junto a Liu Yu y Liu Xiu'iu. Después de que su hermano Liu Yu es coronado como el nuevo Emperador, este le ordena que embarace a su concubina preferida Miaodeng, para darle un heredero. |
| Meng Qin      | Concubina Chen                | -               | Es la concubina de Liu Yilong. |
| Yang Mingna   | Wang Xianyuan                 | 1               | Es la Emperatriz Viuda, y la madre biológica de las Princesas Liu Chuyu, Liu Chuxiu, Liu Kang'ai Chupei y Liu Kangle Xiuming, así como del Príncipe Heredero Liu Ziye. Xianyuan pierde la cordura cuando es obligada por el Emperador a matar a una de sus hijas gemelas Chuxiu, luego de que el Astrónomo Imperial les dijera que su hija tenía una profecía maldita que acabaría con la dinastía Liu, incapaz de matar a su hija le ordena a una de sus asistentes que lo haga, sin embargo no puede y Chuxiu vive. Finalmente Xianyuan muere luego de que su locura y dolor la agotaran física y mentalmente. Antes de morir reconoce a Chuxiu (quien se estaba haciendo pasar por su hermana) y le dice a Ziye que escuche a su hermana y se convierta en un buen emperador. |
| Yang Qingqian | Concubina Imperial Yin        | -               | Es la concubina de Liu Yu. Su hijo fue humillado por Liu Ziye, por lo que se unió a la Torre Tianji para matarlo y así vengarse de él. En realidad es una mujer desagradable, que abusó verbalmente de Ziye cuando era pequeño y cuando su padre, el Emperador no se encontraba lo humillaba frente a los sirvientes del Palacio. |
| Chen Yalan    | Wang Zhenfeng                 | 1               | Es la Emperatriz y esposa del nuevo Emperador Liu Yu. Fue encarcelada después de que se emborrachara debido al comportamiento coqueto de su esposo con las sirvientas del palacio. |
| Wang Yuqi     | He Mai                        | 1               | Es el Príncipe Consorte y el esposo de Liu Yingmei, su padre es el General He Yu, defensor del Reino de Wei. He Mai es asesinado con flechas después de cuestionar a Liu Ziye sobre la desaparición de su esposa. |
| He Wan        | He Ji                         | -               | Es el Príncipe consorte y el esposo de Liu Chuyu. Es un hombre desagradable y presumido. Al sentirse humillado por las infidelidades de Chuyu en su matrimonio, el alberga odio hacia ella y planea en secreto matarla. Finalmente es asesinado por los soldados del Emperador Liu Yu, luego de cuestionar su alianza con Tian Rujing. |

##### Oficiales y sirvientes
| Actor       | Personaje          | Nº de episodios | Notas |
| ----------- | ------------------ | --------------- | --- |
| Xiang Hao   | Zong Yue           | -               | Es un cruel gran general en Liu Song. Zong Yue es un hombre extremadamente leal a Liu Ziye y más tarde después de la disposición de este, sirve a su tío Liu Yu. Junto a Shen Youzhi matan a ciudadanos inocentes para culpar a Rong Zhi y su ejército. Más tarde muere a manos de Mo Xiang, quien le corta la cabeza, luego de vengarse de él por el asesinato de sus padres.                                                                                    |
| Yang Hongwu | Shen Qingzhi       | 2               | Es un funcionario del gobierno y el tío de Shen Youzhi. Fue el general en jefe del antiguo Emperador, quien le encargó que protegiera a su hijo Liu Ziye cuando el muriera. Qinqzhi sospecha que la Princesa Chuyu no es quien dice ser. Más tarde es asesinado por su propio sobrino, luego de ponerle veneno a su vino. |
| Li Zhongyu  | Shen Youzhi        | -               | Es un cruel general del Emperador Liu Ziye, y el encargado de la defensa del palacio. Mató a su tío Shen Qingzhi envenenándolo bajo las manipulaciones de Mo Xiang, luego de traicionar a Ziye, lo que ocasionó su muerte, comienza a servirle al nuevo Emperador Liu Yu. No confía en la Princesa Chuyu (Zhu Que) y odia a Rong Zhi, a quien intenta matar en varias ocasiones. Muere luego de que Mo Xiang lo asesinara con una espada mientras intentaba huir. |
| -           | Lin Mu             | -               | Es un general del Emperador Liu Ziye, pero después de traicionarlo, lo que ocasionó su muerte, comienza a servir al nuevo Emperador Liu Yu. |
| Geng Shu    | Jiang Yanzhi       | -               | Es un general de "Agile Cavalry" y más tarde un consejero militar. Jiang Yanzhi trabaja para el el 13avo. príncipe Liu Xiuyou. |
| Zheng Long  | Hua Yuan'er        | -               | Es el eunuco del cruel gobernante Liu Ziye, luego de su asesinato se ve forzado a servirle al nuevo Emperador Liu Yu. |
| -           | Xiu'er             | 2               | Es la asistente personal de la Emperatriz Viuda, a la que cuida hasta el día de su muerte. Posteriormente protege a Liu Chuxiu, cuando He Ji intenta matarla. |
| -           | Shen Shen          | -               | Es un trabajador del palacio, cuando Liu Ziye ordena matarlo Zhu Que (quien se estaba haciendo pasar por la princesa) lo salva. Es bueno tocando la flauta. |
| -           | Miaodeng           | -               | Es la concubina favorita del Emperador Liu Yu, a quien le ordena tener un hijo con el Príncipe Liu Xiuyou para darle un heredero. |
| -           | Concubina Song     | -               | Es la concubina de He Ji, quien sólo la usa como un objeto. |
| -           | Chen Bai           | -               | |
| -           | Gran Maestro Jiran | 1               | Es un monje budista. |

#### Northern Wei

##### Familia Real
| Actor                 | Personaje                | Nº de episodios | Notas |
| --------------------- | ------------------------ | --------------- | --- |
| Wu Jinyan             | Feng Ting                | -               | Emperatriz Viuda del Norte de Wei: es la hermana mayor de Rong Zhi. Antes de entrar al palacio era una mujer ingenua y romántica, sin embargo luego se convierte en una mujer cruel y manipuladora, con un alto cargo con poder y autoridad, que controla los asuntos de la corte y que está dispuesta a hacer lo necesario para seguir en el poder. Luego de que Touba Hong descubre que es la responsable de la muerte de Furen Yue, la madre biológica del octavo Príncipe Real, decide mantenerla bajo arresto en el Palacio Xuanguang, sin embargo luego es liberada y vuelve a lado de su hijo. Finalmente le permite a su hermano huir de Wei con la condición que abdique a su poder y logra subir al trono cuando su nieto, Tuoba Hong asciende. |
| Lin Jing              | Gran Consorte Qi Taifei  | -               | Es la madre biológica de Tuoba Yun. Odia a Feng Ting, a la que ve como su enemiga por el ascenso de su hijo al trono. Luego del fracaso de su hijo en su intento por tomar el poder en el Reino de Wei, le pide al Emperador que perdone a su hijo a cambio de su vida, por lo que termina suicidándose. |
| Shi Yunpeng           | Tuoba Hong               | -               | Hong'er: es el Emperador y Gobernante del Norte de Wei, quien creció como el hijo de la Emperatriz Feng Ting. Aunque aparenta ser un gobernante justo, en realidad es un hombre manipulador, cruel y cauteloso. Luego de su muerte su hijo Tuoba Hong haciende al trono bajo la tutela de Feng Tian. |
| Merxat Yalkun (Mi Re) | Tuoba Yun, Príncipe Kang | -               | Es el Príncipe del Norte de Wei, y el enemigo de Rong Zhi en el poder. Intenta usurpar el poder como Príncipe Regente, pero sus planes salen mal y termina siendo puesto bajo arresto: poco después les hace creer a todos que pierde la cordura luego de ver el cuerpo de su madre, pero posteriormente logra huir con la ayuda de Le Yun. Más tarde muere a manos de Tuoba Hong, luego de intentar un nuevo golpe a su gobierno sin éxito. |
| Bai Lu                | Le Yun                   | -               | Es la concubina preferida de Tuoba Yun. Es una mujer astuta que físicamente se parece mucho a Huo Xuan. Su padre fue salvado por Rong Zhi, por lo que cuando se encuentra en peligro le avisa a la Princesa Chuyu. Cuando Touba Yun es puesto bajo arresto, logra que le permitan quedarse con él para cuidarlo, sin embargo es una trampa y termina matándo a Qi Feng para hacerlo pasar como Touba Yun, antes de prender fuego y así permitirle huir. |
| Zhang Bowen           | Tuoba Hong / Yuan Hong   | -               | Es el hijo de Tuoba Hong. |
| Yu Yao                | Tuoba Yu                 | -               | Es uno de los hijos de Tuoba Hong, a quien Feng Ting aprecia mucho. |
| Li Chunyuan           | Hong Xiu                 | -               | Concubina Imperial Hui: es una mujer que le enseña a los niños pobres y huérfanos, y cuando conoce a la Princesa Chuxiu se hace amiga de ella. Más tarde entra al Palacio y se convierte en la concubina favorita del Emperador Touba Hong, finalmente logra obtener el título de concubina imperial cuando queda embarazada. Sin embargo en realidad es una mujer astuta y manipuladora, y cuando se revela que en realidad es está trabajando con Touba Yun para destruir al emperador y poner a su hijo en el trono, termina siendo arrestada y más tarde ejecutada bajo las órdenes de la Emperatriz Feng Ting, quien le da el título de "Furen Si".                                                                                                  |
| Wu Shuang             | Yue Ya                   | -               | Es la concubina de Tuoba Hong. Es una mujer enviada por el Emperador como un "regalo" para Rong Zhi, sin embargo él la rechaza. |
| Zhao Lusi             | Ma Xueyun                | -               | Es la hija del ministro Ma Zhongliang. Cuando conoce a Rong Zhi, este le ofrece un trato, hacerse pasar por falsa concubina para ganar el favor de su padre y así convertirse en el próximo Príncipe. Su relación en realidad es una fachada para darle celos a la Princesa Liu Chuyu, de quien Rong Zhi está enamorado, sin embargo cuando Xueyun comienza a enamorarse de Rong Zhi, pierde la cordura y celosa de Chuyu, comienza a realizar varias acciones para intentar matarla, sin éxito. Finalmente decide quitarse la vida y acusar a Chuyu de su muerte, sin embargo la verdad es revelada, por lo que el nombre de su familia queda manchada.                                                                                                  |

##### Oficiales y sirvientes
| Actor            | Personaje     | Nº de episodios | Notas |
| ---------------- | ------------- | --------------- | --- |
| Bai Lu           | Huo Xuan      | -               | Es una mujer general y comandante del ejército Huo. Es una amiga cercana de Rong Zhi, de quien está enamorada de él, sin embargo él no le corresponde y sólo la ve como una amiga. Más tarde se enamora del médico Gu Huan, con quien se casa y espera un bebé, sin embargo luego de descubrir su verdadera identidad: Tia Jigezhu, queda destrozada y se suicida no sin antes acuchillarlo.                                     |
| Wang Maolei      | Ma Zhongliang | -               | Es el primer Ministro del Norte de Wei, un hombre cruel que utiliza a su hija Ma Xueyun para obtener poder y riquezas. Luego del suicidio de su hija, intenta culpar a la Princesa Chuyu, pero sus engaños son descubiertos, por lo que jura vengarse de la familia real de Wei buscando aliarse a Touba Yun: pero su plan no sale como esperaba y termina siendo arrestado.                                                     |
| Wang Jianguo     | Zhao Qi       | -               | Es el ministro de confianza de Tuoba Hong. Más tarde es herido de muerte por Huo Xuan. |
| Wang Yizhe       | Wang Ze       | -               | Es el Teniente general del ejército de Huo y el confidente de Huo Xuan. Cuando conoce a Qing Yue, le dice que está enamorado de ella, sin embargo sólo quiere usarla. Cuando se ve obligado a traicionar a Huo Xuan, se siente culpable y da su vida para protegerla. |
| Xu Kai           | Shen Yu       | -               | Es el leal guardaespaldas de Rong Zhi, al que protege de todos los que quieren hacerle daño. Aunque en el pasado creía estar enamorado de Lan Ruo, cuando se da cuenta de que no es así finalmente acepta sus sentimientos por Qing Yue: pero no se atreve a confesárselo y constantemente se están molestando. Cuando Rong Zhi se va de Wei con la Princesa Chuyu, él se queda con Qing Yue y le jura a la princesa protegerla. |
| Wu Jiayi         | Qing Yue      | -               | Una esclava que tras ser salvada por la Princesa Chuyu, se convierte en su asistente personal y protege a la princesa contra todos los que quieren lastimarla. Qing Yue está enamorada de Shen Yu, aunque no se atreve a confesárselo y constantemente se están molestando. Finalmente cuando Chuyu se va de Wei con Rong Zhi, ella se queda con Shen Yu, quien le promete a la princesa protegerla.                             |
| Fu Mei           | Lan Ruo       | -               | Cuando la Princesa Liu Chuyu entra al reino de Wei, se convierte en su asistente personal, pronto se hace amiga de la princesa y de Qing Yue. Perdió a su prometido en la batalla, por lo que decide mantenerse pura en su nombre. |
| -                | Yu Wenxiong   | 1               | Es un soldado del Reino de Wei, que protege a Rong Zhi. |
| -                | General Yuwen | -               | Es un general del Reino de Wei que fue entrenado por Rong Zhi, años más tarde lo traiciona y se une a Tian Rujing, sin embargo luego de creer que Rong Zhi está muerto, cambia sus lealtades nuevamente a favor de la Emperatriz Feng Ting de Wei. |
| -                | Peng Ge       | -               | Es un oficial del reino de Wei, luego de recibir un medicamento de Gu Huan, pierde la cordura y acuchilla a Huo Xuan, lo que ocasiona que sea asesinado por los aliados de Xuan. |
| -                | Eunuco Pan    | -               | Es el eunuco del Emperador Touba Hong dentro del palacio de Wei. Pan le advierte a Rong Zhi de las verdaderas intenciones de Hong Xiu. Es asesinado bajo las órdenes de Hong Xiu y hacen pasar su muerte como un ahogamiento. |
| Chen Haoming     | Qin Gu        | -               | Es la asistente de la Emperatriz Feng Ting, quien ayuda a Rong Zhi a fingir su muerte, luego de que él llegara a un acuerdo con su hermana la Emperatriz para dejarlo huir del reino de Wei. |
| Chenpeng Wanli   | Qi Heng       | -               | El el guardaespaldas de Tuoba Yun, no confía en Le Yun, la concubina favorita de Touba Yun. Termina siendo asesinado por Le Yun, para permitirle a Touba Yun huir. |
| -                | Chen Yong     | -               | Es un comandante y oficial de reino de Wei. |
| Xu Li Di Sha     | Bi Xi         | -               | Es la asistente personal de Ma Xueyun, a quien ayuda en sus artimañas contra la Princesa Chuyu. Es asesinada por Ma Zhongliang, luego de que revelara las malas intenciones de su Xueyun luego de su suicidio. |
| Tianyuan Zuoyang | Yu'er         | -               | Es una doncella en el palacio que se encarga del cuidado de Le Yun. |
| -                | Yan Zhi       | -               | Es la asistente personal de Hong Xiu, cuando se da cuenta de sus verdaderas intenciones intenta advertirle al Emperador Tuoba Hong. |

#### Torre Tianji
| Actor                    | Personaje             | Nº de episodios | Notas |
| ------------------------ | --------------------- | --------------- | --- |
| He Fengtian (He Vincent) | Tia Jigezhu / Gu Huan | -               | Tia Jigezhu: Es un descendiente de Mt Yunjin, y el tío de Yue Jianfei y Tian Rujing. Es el líder de la Torre Tianji, una organización de asesinos que planea derrocar a Liu Ziye como emperador. Gu Huan: es la identidad falsa de Jigezhu, se hace pasar como un médico en el Reino de Wei, para acercarse a la familia real y destruirla, aunque al inicio sólo se acerca a Huo Xuan para usarla, poco a poco comienza a enamorarse de ella y se casan. Cuando Xuan descubre su verdadera identidad, queda destruida y se quita la vida, luego de acuchillar a Huan, matándolo. |
| Liu Zequn                | Tian Rujing           | -               | Es el astrónomo imperial, un descendiente de Mt. Yunjin y heredero de la orden Tai Shi. Es un maestro celestial real y antiguo compañero de estudios de Yue Jianfei. Su antiguo maestro le dijo al antiguo Emperador que una de sus hijas, Liu Chuxiu traía una profecía maldita, lo que ocasiona que el Emperador ordene su muerte. Luego de un tiempo se enamora de Chuxiu y hace lo posible para mantenerla en el Palacio, incluso intentar matar a Rong Zhi y se opone a Tia Jigezhu cuando este intenta matar a Chuxiu.                                                      |
| Ye Shengtong             | Xiao Daocheng         | -               | Es un talentoso músico del Guqin. Aunque al principio odia a Liu Chuyu (quien en realidad era Zhu Que), pronto se convierte en uno de sus amigos más cercanos, cuando ella le hace ver que ha perdido la verdadera razón de su pasión por la música. Finalmente termina uniéndose a Tia Jigezhu. |

### Otros Personajes
| Actor                     | Personaje         | Nº de episodios | Notas |
| ------------------------- | ----------------- | --------------- | --- |
| Zhang Xinyu (Viann Zhang) | Wang Yizhi        | -               | Es el Príncipe del Clan Lang Yawang, un hombre con una gran reputación debido a su personalidad magnánima y por el poder de su familia. Cuando conoce a la Princesa Chuyu, se hace amigo de ella.                                                                    |
| Zhao Shunran              | Guan Canghai      | 1               | Es un conocido de Rong Zhi, un hombre con un temperamento frío que posee un gran conocimiento en las artes marciales y en información. Luego de ser cegado por Rong Zhi, se retira a un bosque. Más tarde su identidad es robada por él para acercarse a Liu Chuxiu. |
| -                         | Feng Tai          | -               | Es un oficial del ejército. |
| Zhang Nan                 | Zhong Niannian    | 1               | Es la hermana de Baili Liusang. Ella y Wang Yizhi se admiran el uno al otro. Luego de ser salvada por Rong Zhi, ella se reúne con su hermano. Trabaja con Rong Zhi para destruir al Emperador Liu Ziye y su imperio.                                                 |
| Li Chunyuan               | Hong Xiu          | -               | Es un asesino. |
| Chai Wei                  | Princesa          | -               | Es la Princesa de la Dinastía Jin. |
| Li Jiacheng               | Príncipe Consorte | -               | Es el esposo de Sima Xingnan. |
| Yu Zheng                  | Wei Zhi           | -               | |
| Li Qingtian               | Xiao Bie          | -               | |
| -                         | He Jue            | -               | Es un asesino enviado por He Ji para matar a la Princesa Chuyu, sin embargo luego de fallar en su primer intento decide no seguir. Odia a Hua Cuo, a quien le guarda rencor, sin embargo más tarde se une a él cuando se vuelve en contra de Rong Zhi.               |
| Yu Xin Lei                | -                 | -               | Es una de las concubinas del cruel gobernante Liu Ziye. |

## Episodios
La serie estuvo conformada por 54 episodios, los cuales fueron emitidos todos los domingos de las 22:00 a las 00:00hrs.

## Música
La música de apertura de la serie fue "A Tale of Two Phoenixes" interpretada por Bai Lu. 
Mientras que la música de cierre fue "Hatred of Jiang Nan" interpretada por Lu Hu.
| No. | Artista | Canción                          | Música   | Escritor | Notas               |
| --- | ------- | -------------------------------- | -------- | -------- | ------------------- |
| 1   | Bai Lu  | A Tale of Two Phoenixes (凤囚凰) | Yu Zheng | Tan Xuan | (canción de inicio) |
| 2   | Lu Hu   | Hatred of Jiang Nan (江南恨)     | Yu Zheng | Lu Hu    | (canción de inicio) |

## Producción
La serie también es conocida como "The Phoenix Prison", estuvo basada en "Feng Qiu Huang (A Tale of Two Phoenixes)" de Tianyi Youfeng (天衣有风).  
Dirigida por Li Huizhu, Deng Weien (邓伟恩) y Huang Bin (黄斌), con el apoyo del asistente de director Chen Qiang (陈强), también contó con el escritor Yu Zheng (于正), quien también fue el productor junto con Pu Shulin (蒲树林).
La serie contó con el apoyo de las compañía de producción "Cathay Media" y "Huanyu Film, y fue emitida por las cadenas Hunan TV, Mango TV y iQiyi.